# Col de la Festinière
Le col de la Festinière est un col routier situé dans les Alpes en France. À une altitude de 967 mètres, il se trouve sur le territoire de la commune de Pierre-Châtel dans le département de l'Isère, à l'ouest du massif du Taillefer.

## Accès
Le col se situe au sommet de la route départementale 529, où la route du Plan (D 115d) l'y rejoint.

## Géographie
C'est un col que l'on peut qualifier de péri-urbain en zone d'extension du bourg de La Motte-d'Aveillans (918 m). Le chemin de fer de la Mure passe sous le col grâce au tunnel de la Festinière d'une longueur de 1 071 m.